# Detskoje (Kaliningrad, Gwardeisk)
Detskoje (russisch Детское, deutsch Götzendorf) ist ein Ort in der russischen Oblast Kaliningrad. Er gehört zur kommunalen Selbstverwaltungseinheit Stadtkreis Gwardeisk im Rajon Gwardeisk.

## Geographische Lage
Detskoje liegt drei Kilometer nördlich von Snamensk (Wehlau) und ist von der Regionalstraße 27A-029 von Prudnoje (Alt Wehlau) aus über eine Nebenstraße zu erreichen. Die nächste Bahnstation ist Snamensk an der Bahnstrecke Kaliningrad–Tschernyschewskoje (Königsberg–Eydtkuhnen/Eydtkau), einem Teilstück der einstigen Preußischen Ostbahn.

## Geschichte
Der bis 1946 Götzendorf genannte Ort war ein Vorwerk zum Gut Sanditten (heute russisch: Lunino) und in seiner Geschichte mit der Muttergemeinde verbunden und damit dem Amtsbezirk Sanditten im Kreis Wehlau und Regierungsbezirk Königsberg der preußischen Provinz Ostpreußen zugeordnet. Vor 1945 bestand das Dorf lediglich aus einem großen Hof. Im Jahre 1905 waren hier 90 Einwohner registriert.
Im Jahre 1945 wurde Götzendorf mit dem nördlichen Ostpreußen der Sowjetunion zugeordnet. 1950 erhielt der Ort die russische Bezeichnung „Detskoje“ und wurde dem Dorfsowjet Sorinski selski Sowet im Rajon Gwardeisk zugeordnet. Von 2005 bis 2014 gehörte Detskoje zur Landgemeinde Sorinskoje selskoje posselenije und seither zum Stadtkreis Gwardeisk.

## Kirche
In Götzendorf lebten vor 1945 fast ausnahmslos evangelische Einwohner. Das Dorf war in das Kirchspiel Petersdorf (heute russisch: Kuibyschewskoje) im Kirchenkreis Wehlau in der Kirchenprovinz Ostpreußen der Kirche der Altpreußischen Union eingepfarrt. Heute liegt Detskoje im Einzugsbereich der neu entstandenen evangelisch-lutherischen Kirchengemeinde in Bolschaja Poljana (Paterswalde), einer Filialgemeinde der Auferstehungskirche in Kaliningrad (Königsberg) in der Propstei Kaliningrad der Evangelisch-lutherischen Kirche Europäisches Russland.